# Andrés Rosillo y Meruelo
Andrés María Rosillo y Meruelo (Socorro, 1758-Bogotá, 1835) fue un abogado y sacerdote católico colombiano, el cual influyó en los primeros años del proceso de independencia de lo que es actualmente Colombia.

## Primeros años y carrera eclesiástica.
Nacido en el pueblo de El Socorro de padres españoles, curso estudios primeramente en su pueblo natal y luego en Santafé, donde obtiene la beca en el Colegio Mayor del Rosario, el cual le concede el título de abogado y doctor en Cánones, siendo posteriormente autorizado port la real audiencia para litigar. Para 1782 es ordenado sacerdote por el virrey-arzobispo Antonio Caballero y Góngora en Tunja. Paralelo a su carrera jurídica se le encomiendan varias labores pastorales como capellán de la ermita de Monserrate, provisor fiscal del arzobispado, párroco de Simácota y luego de Fómeque (donde reconstruiría la iglesia) y con posterioridad canónigo de la catedral, además de vicario del Socorro y rector de su alma mater, el colegio mayor del Rosario.

## Carrera política.
Sin embargo, su dignidad eclesiástica no impidió el desarrollo de una dilatada y bastante intensa carrera política en la cual buscaba ganarse los favores de la alta sociedad neogranadina, en especial por su carácter intrigante y su carisma natural. Buscando la cercanía de los poderosos, aconsejó a la esposa del virrey Antonio Amar y Borbón levantarse en armas debido a la coyuntura de incomunicación con la metrópoli. Sin embargo, su conspiración es delatada por uno de sus subordinados en el colegio del Rosario, siendo arrestado en su natal Socorro y confinado en el convento de los padres Capuchinos en Santafé de donde sería liberado e integrado en la junta de gobierno de las provincias unidas de la Nueva Granada. Añadido a esto, paralelo a sus actividades eclesiales sigue desempeñando varias labores políticas como diputado por Socorro ante el congreso de las provincias Unidas.

### El "Cisma de El Socorro"
En medio del caos de los primeros años de la patria boba, y como parte de una interpretación del derecho de Patronato regio, la junta suprema del Socorro decide erigir sin ningún tipo de reconocimiento un obispado completamente separado de Santafé, siendo Rosillo nombrado como obispo electo. Ante la vacancia de la sede arzobispal, los provisores Duquesne y Pey solicitan al congreso la suspensión del mismo, y después de los llamados de atención, Rosillo desiste de totalmente de sus ambiciones pidiendo el reintegro al cabildo en 1812.

## Reconquista y años finales
llegado el régimen del terror, es apresado nuevamente y deportado a Valladolid en donde estaría confinado estrictamente en las cárceles del Santo Oficio, hasta su posterior liberación en 1820 con el pronunciamiento liberal del general Riego. Al regresar, decide cesar todas sus actividades políticas aunque sería regularmente visitado por Simón Bolívar, muriendo en 1835.

### Vida privada
Aun siendo sacerdote sostuvo una relación sentimental con una de sus sobrinas, Luz de Obando, mientras desempeñaba sus funciones pastorales en Simácota como párrocoalrededor del año de 1789. Para guardar las apariencias, Rosillo hizo casar a su sobrina con un solterón piadoso conocido suyo, quien al descubrir la trama la asesina en circunstancias poco claras. Debido a esto, el arzobispo Fernando del Portillo le abre un proceso disciplinar del cual sale impune. 

## En la cultura popular
Rosillo es representado en la miniserie "Crónicas de una generación tragica"por Diego Vélez. Así mismo, en el centenario de su muerte recibió varios homenajes oficiales. 